# Pseudaletis trifasciata
Pseudaletis trifasciata är en fjärilsart som beskrevs av Sharpe 1890. Pseudaletis trifasciata ingår i släktet Pseudaletis och familjen juvelvingar. Inga underarter finns listade i Catalogue of Life.